# Cantonul Gourdon
Cantonul Gourdon este un canton din arondismentul Gourdon, departamentul Lot, regiunea Midi-Pyrénées, Franța.

## Comune
- Anglars-Nozac
- Gourdon (reședință)
- Milhac
- Payrignac
- Rouffilhac
- Saint-Cirq-Madelon
- Saint-Cirq-Souillaguet
- Saint-Clair
- Saint-Projet
- Le Vigan